# 猪鹿倉徹郎
猪鹿倉 徹郎（いかぐら てつろう、1886年（明治19年）8月30日 - 1970年（昭和45年）2月26日）は、大日本帝国陸軍軍人。最終階級は陸軍少将。

## 経歴・人物
鹿児島県出身。1907年（明治40年）陸軍士官学校第19期卒業、陸軍歩兵少尉に任官。
1931年（昭和6年）第9師団副官、1935年（昭和10年）陸軍歩兵大佐・大村連隊区司令官、1937年（昭和12年）歩兵第30連隊長を経て、1938年（昭和13年）陸軍少将・留守第6師団司令部附となった。
この間、歩兵第30連隊長のとき、支那事変が勃発し、支隊（歩兵第15旅団）として出征した。翌年の1939年（昭和14年）待命、同年予備役。1941年（昭和16年）4月10日に召集され、新潟連隊区司令官に就任した。
1947年（昭和22年）11月28日、公職追放仮指定を受けた。

## 栄典
- 1940年（昭和15年）8月15日 - 紀元二千六百年祝典記念章[6]